# Chavarría
Chavarría är en ort i Argentina.   Den ligger i provinsen Corrientes, i den nordöstra delen av landet, 600 km norr om huvudstaden Buenos Aires. Chavarría ligger 64 meter över havet och antalet invånare är 2 337.
Terrängen runt Chavarría är mycket platt. Runt Chavarría är det mycket glesbefolkat, med 4 invånare per kvadratkilometer..
Trakten runt Chavarría består i huvudsak av gräsmarker.